# 조반니 주스티니아니
조반니 주스티니아니 론고(그리스어: Ιωάννης Λόγγος Ιουστινιάνης, 라틴어: Ioannes Iustinianus Longus, 1418년 ~ 1453년)는 제노바 공화국의 강력한 가문중 하나인 도리아(Doria) 가문 일가 출신의 군인으로, 동로마 제국의 프로토스트라토르였다.
1453년에 메흐메트 2세가 이끄는 오스만 투르크군에게 포위되던 콘스탄티노플을 지키기 위해, 당시 제노바령이였던 히오스 섬에서 로마인, 제노바인으로 구성된 용병군인들을 이끌고 왔다(콘스탄티노폴리스의 함락 참고). 그는 개인적으로 자금을 대고 부대를 조직하여, 이 원정을 이끌었으며, 도착 직후에는 로마 제국의 마지막 황제 콘스탄티노스 11세의 명령에 따라 육군 방위 사령관에 임명되었다. 주스티니아니는 육군들을 효과적으로 이끌었고 서로 다투던 제노바인, 로마인, 베네치아인들을, 오스만군이 그들의 성벽에 낸 구멍들을 수리하는데 집중시켜냈다. 이는 론고의 카리스마가 비잔티움의 군대를 압도적인 적들에게 맞서 장기간 버티게 해준 최소한의 이유였다.
1453년 5월 29일, 그는 메흐메트 2세가 직접 이끄는 마지막 공격 기간에 성벽을 방어하던 도중에 오스만군의 대포에 맞아 부상을 입었다. 몇몇 사료에서는 석궁의 화살이 그의 부상의 원인이라고도 한다. 다만 사료들에서는 그의 부상이 팔, 다리 또는 가슴인지는 동일하지 않지만, 그가 지키던 구역에서 그를 퇴각시키게 만들었다. 그는 도시에 잠겨져 있던 문을 통하여 탈출을 했으며, 이것이 도망갈 기회를 제공했으며, 전열에 공황을 퍼트렸다.
주스티니아니의 후퇴는 방어군들 사이에 사기저하를 일으켰으며, 메흐메트 2세는 재공격 명령을 내렸고 마침내 로마 제국과 콘스탄티노플은 투르크군에게 패배하고 말았다. 콘스탄티노플 함락 이후에 주스티니아니의 수행원들이 그를 수송선에 태워 탈출을 시켜냈음에도, 1453 6월 초에 부상의 여파로 인하여 조반니 주스티니아니 론고는 사망을 한다.
그의 시신은 그의 동료들이 히오스 섬으로 옮겼다. 그의 무덤은 히오스 섬의 산토 도미니코 성당에 안치되었으나 현재는 소실되었다(1881년에 일어난 지진으로 추정). 하지만 성당의 일부 묘사는 현재에도 남아있다.